# Carvalho: problemas de identidad
Carvalho: problemas de identidad es una novela negra escrita por Carlos Zanón y publicada por la Editorial Planeta en 2019. 

## Contexto
Esta novela es la continuación de la serie "Una Investigación de Pepe Carvalho", escrita por Manuel Vázquez Montalbán. El famoso detective desapareció con la muerte de su creador, Manuel Vázquez Montalbán, quien falleció de un infarto en el aeropuerto de Bangkok en 2003. El último libro de la serie, "Milenio Carvalho", se publicó póstumamente en 2004.
Carlos Zanón recibió el encargo de la Editorial Planeta y los herederos de Manuel Vázquez Montalbán de resucitar el personaje del detective Pepe Carvalho, y lo hizo a través de una novela negra en 2019.

## Trama
Aparecido por primera vez en 1972 en 'Yo maté a Kennedy', el detective Pepe Carvalho fue un hombre del siglo XX. Con Carlos Zanón se encuentra impulsado hacia el siglo XXI. Pepe Carvalho ha envejecido y está deprimido, pero sigue cocinando y quemando libros, mientras enfrenta problemas de identidad en todos los niveles: '¿Quién eres, Carvalho? ¿Qué quieres? ¿Qué buscas?'
Regresa a una Barcelona invadida por turistas y en plena efervescencia independentista, donde se ve obligado a resolver el doble asesinato de una niña y su abuela, quienes fueron masacradas en un piso del distrito del Ensanche. Mientras tanto, un asesino en serie merodea por la ciudad, teniendo como objetivo a las prostitutas.

## Recepción y traducciones
El libro recibió una favorable acogida por parte de la críticay fue traducido al francés y al italiano